# Petuaria
Petuaria (conosciuta anche come Petuaria Parisorum) era un castrum romano situato dove ora sorge la cittadina di Brough, nell'East Riding dello Yorkshire. Questo nome deriverebbe dall'antico brittonico *petuar, "quattro", e dunque sarebbe traducibile come "quarta parte" o "quartiere".
La struttura militare sarebbe stata realizzata attorno al 70 d.C., per essere poi abbandonata dopo circa mezzo secolo. L'insediamento urbano circostante, invece, sviluppatosi attorno a quello che doveva essere un antico scalo portuale, continuò a prosperare e sopravvisse fino alla fine del IV secolo d.C., costituendo probabilmente quella che doveva essere la città principale della tribù celtica dei Parisii. 
Petuaria sarebbe stata, inoltre, l'estremità meridionale della strada oggi conosciuta col nome di Cade's Road, che da qui si dirigeva verso nord fino a raggiungere il castrum di Pons Aelius (l'attuale Newcastle upon Tyne).
I primi scavi archeologici del sito di Petuaria si svolsero negli anni '30 del XX secolo (uno degli archeologi che vi partecipò fu Mary Kitson Clark),. Successivamente, un'altra campagna di scavi e sondaggi si svolse tra il 1958 e il 1962.